# Бег на сверхмарафонские дистанции
Бег на сверхмарафо́нские диста́нции (также сверхмарафо́н или ультрамарафо́н, реже — супермарафо́н) — любой забег на дистанцию, длина которой превышает дистанцию традиционного марафона 42 195 метров.

## Виды сверхмарафона
Есть два вида сверхмарафонских соревнований:
- на определённую дистанцию;
- с фиксированным временем (выигрывает бегун, преодолевший наибольшее расстояние).

Основными дистанциями являются 50 км, 100 км, 50 миль и 100 миль, хотя многие соревнования проводятся на других дистанциях. На соревнованиях по бегу на 50 и 100 километров ИААФ регистрирует официальный мировой рекорд.
Другие соревнования включают двойной марафон, суточный бег, а также многосуточные пробеги, длина которых составляет до 1000 миль и даже больше. Формат этих соревнований варьируется от одного или нескольких кругов (некоторые на 400-метровом кругу или короче), со стартом и финишем в разных местах, по пересечённой местности — рогейн. Многие сверхмарафоны, особенно трейл, проходят в непростых условиях, которые включают ненастную погоду, перепад высот или пересечённую местность. Многие из этих соревнований проходят по бездорожью и горным тропинкам, некоторые — по шоссе с твёрдым покрытием или мостовой. Как правило, каждые 5—15 км организаторы соревнований размещают пункты питания, где бегуны, кроме еды и питья, могут также получить медицинскую помощь или немного отдохнуть.
Пробеги с фиксированным временем в диапазоне от 6, 12 и 24 часов до 3 и 6 суток (многосуточные и многодневные пробеги) как правило проводятся на стадионе или коротком кругу, длина которого составляет одну милю или меньше.
Многие страны мира имеют свои собственные сверхмарафонские организации, часто при федерации лёгкой атлетики этой страны, или санкционированные такими национальными организациями. Мировые рекорды (на дистанциях, на время и возрастные) регистрируются ИАЮ.
1. ↑  Если круг короче 1 км, направление бега меняется каждые 2—4 (иногда 6 часов)

### Европа
Сверхмарафон популярен в Европе, его происхождение можно проследить здесь по ранним исландским сагам. История скороходов викторианской эпохи в Великобритании также была задокументирована. ИАЮ ежегодно проводит чемпионаты Европы на 50 км, 100 км и 24 часа. В Европе каждый год проводится более 300 сверхмарафонов.

#### СССР/СНГ
С 1974 года в Одессе в начале апреля по маршруту Пояса Славы проводится старейший в СССР/СНГ и один из старейших в мире ныне существующий сверхмарафон «Бег на 100 км за 24 часа по Поясу Славы».
Владимир Деменев (Нытва) и Александр Комиссаренко (Тула) показали в одиночных забегах 264 и 266,529 км соответственно. В. Ткачук (Бровары) в 1985 пробежал 245 км. Это были внесоревновательные забеги.
В Москве с 1983 года проводится первый в СССР соревновательный суточный пробег «Сутки бегом». С 1984 года проводился в Одессе по стадиону, в дальнейшем выросший до 1000 миль в 1997 году.

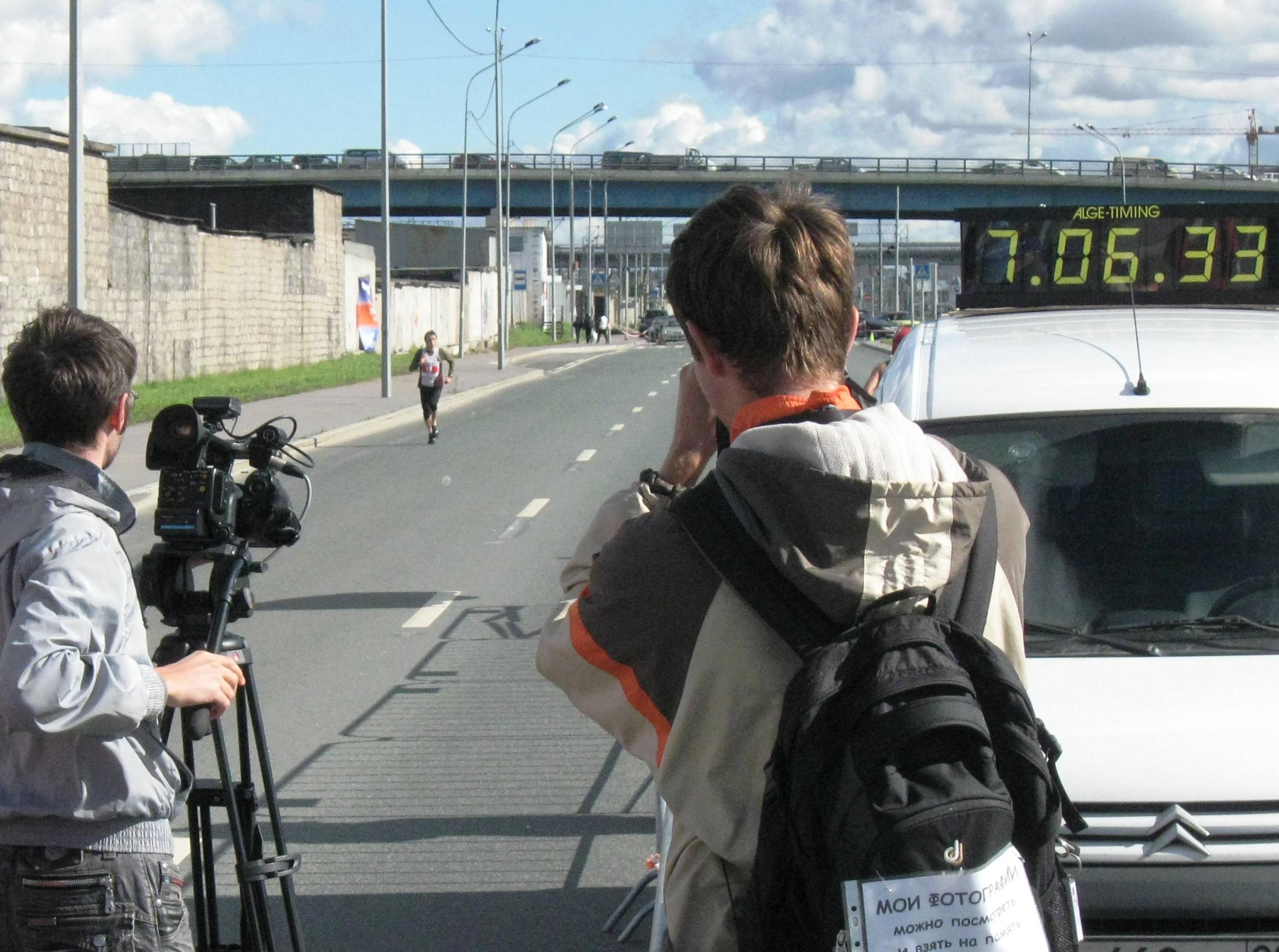
26-й пробег «Испытай себя» — Кубок России по бегу на 100 км (Санкт-Петербург). Финиш победителя Алексея Измайлова (Рыбинск)

##### Россия
В 1987—2013 годах в начале сентября в Ленинграде проводился пробег «Испытай себя», включавший в первое время полумарафон (марафон), 100 км и 24 часа. К 2012 году из сверхмарафонских дистанций сохранился лишь 100-километровый формат пробега «Испытай себя» (100 км — Кубок России по бегу на 100 км).
В Москве с 1983 года проводится пробег «Сутки бегом» (в 2010 на стадионе братьев Знаменских). В настоящее время он проходит в мае и имеет статус чемпионата России и Москвы по суточному бегу.

##### Украина
В 1990—2001 гг. в Одессе проводилось несколько альтернативных пробегов на различных дистанциях, в том числе в 1996 году первый и долгое время единственный официальный чемпионат Украины в беге на 100 км под эгидой ФЛАУ. В 2014—2016 гг. этот чемпионат проходил в Вышгороде. К 2021 году сохранились 100 км в Одессе, 50/100 км и 6/12/24 часа в Киеве и 12/24/48 часов в Виннице (два последних проводит марафонская команда Шри Чинмоя). Старты в Киеве (24 часа) и Виннице (48 часов) имеют статус официального чемпионата Украины. В 2011 году А. Васютина (Ессентуки) в Виннице показала результат мирового возрастного рекорда (женщины 75+).

##### Беларусь
Единственный забег на дистанцию 100 км проходил в декабре в Молодечно (Минская область) (до 2014 года). В июле и августе 2015 года в Минске (шоссе) и Молодечно (стадион) прошли первые в Белоруссии после 1997 года 12 часовые пробеги (проходят ежегодно). В марте, сентябре и декабре 2018 года в Лиде прошли три этапа кубка по сверхмарафону: 12/24/48 часовой бег.

##### Молдавия
12/24 часа, затем 12 часов и снова 12/24 часа в Кишинёве (июнь) происходят из суточной эстафеты в середине 1980-х.

### Африка
Несколько сверхмарафонов проходят в Африке. Южная Африка — хозяин старейшего и крупнейшего сверхмарафона мира, The Comrades (90 км). Около 12 тысяч бегунов стартуют каждый год (более 24 500 в 2000 году).
Также существует 56-километровый Марафон двух океанов в Кейптауне в разгар южной осени, привлекающий около 7000 бегунов. Марафон де Сабль — 6-дневный этапный пробег, 250 км через пустыню Сахара в Марокко. Гонка Сахары в Египте, часть серии 4 Пустыни, ежегодно стартуют около 150 участников из 30 стран мира. Существует также сверхмарафон 250 км через пустыню Намиб.

### Азия
Сверхмарафон стал популярным в Азии недавно. Тайвань, Япония и Корея принимали у себя чемпионаты мира ИАЮ в последние несколько лет. Первый сверхмарафон в Корее состоялся в 2000 году. Первый сверхмарафон в Индии Bangalore Ultra был проведён в 2007 году в Бангалоре. Гоби Марш впервые проведён в 2003 году на северо-западе Китая и был первым сверхмарафоном Китая. Сингапур с 2008 года имеет ночной двойной марафон (Сандаун марафон) . С тех пор дистанция увеличилась до 100 км в 2011 году. Непал — принимает несколько сверхмарафонов, включая Аннапурна 100, Канченджанга Сверхмарафон Трейл (англ.). Первый из них состоялся в 2009 году. Старт у Пунлинь Базар (Phunlin Bazaar, возле Тапледжунга) в Непале и границы Сикким, и Эверест Ультра. Монголия — хозяин ежегодного сверхмарафона От восхода до заката в июне.
1. ↑  Соревнования; многие сверхмарафоны в таких экзотических местах — несоревновательные

### Австралия и Новая Зеландия
В Австралии и Новой Зеландии проводится около 100 сверхмарафонов ежегодно. Австралийский Уэстфилдский сверхмарафон, ежегодный пробег между Сиднеем и Мельбурном, проводился в 1983—1991 годах. Первым победителем стал 61-летний Клифф Янг, греческий бегун Янис Курос побеждал в нём пять раз. Австралия также хозяин одного из старейших 6-дневных пробегов в мире, который проводился в Колаке по 400-метровому кругу в Мемориал сквер в центре города и стал свидетелем многих эпических сражений с момента создания в 1984 году. Двадцатый пробег состоялся 20—26 ноября 2005 года. Во время этого пробега Курос побил существующий мировой рекорд в шестидневном беге, показав 1036,851 км. Побережье - Косцюшко, 246 км (153 миль) — сверхмарафон от побережья до вершины горы Косцюшко, самой высокой горы в Австралии, был основан в 2004 году.
Первый сверхмарафон, состоявшийся в Новой Зеландии, был 100 км по стадиону. 60 км Кеплер Челлендж по Национальному парку Фьордленд, проводится с 1988 года и является одним из самых популярных в стране пробегов.

### Антарктида
Из-за логистики и экологических проблем в Антарктиде провели немного сверхмарафонов. Транспортные расходы увеличивают стартовый взнос до 14 000 $.
Сверхмарафоны в Антарктиде: Последняя пустыня, многоэтапный пробег, и Антарктический ледовый марафон — марафон и 100-километровый бег.

### Северная Америка
Несколько сотен сверхмарафонов проводится ежегодно в Северной Америке. Одним из наиболее популярных является Вестерн Стейтс, старейший в мире 100-мильный трейл. Пробег начался неофициально в 1974 году, когда лошадь местного всадника Горди Эйнслэя захромала во время 100-мильной скачки Кубка Тивиса. Он решил продолжать пешком, и финишировал за 23:47.
Одним из первых задокументированных сверхмарафонов в Северной Америке состоялся в 1926 году, как часть Центральноамериканских игр. Томас Зафиро и Леонсио Сан-Мигель, индейцы племени тараумара, пробежали 100 км от Пачука до Мехико за 9:37. В то время мексиканское правительство обратилось с предложением включить бег на 100 км в программу Летних Олимпийских Игр 1928 года в Амстердаме, однако из этих усилий ничего не вышло.
В 1928 году спортивный агент C. С. Пайл организовал первый из двух 3455-мильных пробегов Трансамерика (сначала вдоль 66-й национальной автострады из Лос-Анджелеса через Чикаго в Нью-Йорк; в 1929 в обратном направлении). Ни пробег, ни сопровождение не имели финансового успеха.
Начиная с 1997 года, бегуны соревнуются в беге на 3100 миль самопревосхождения, который объявлен как самый длинный официальный пробег в мире. Они пробегают более 100 кругов длиной 0,5488 мили (883 метра) в день вокруг квартала в Джамейка (Куинс).
В апреле 2006 года Американской Ассоциацией Сверхмарафона (AUA) был создан Зал славы американского сверхмарафона. Кандидаты в Зал славы выбираются из современных американских ультра, начиная с 30 мильного пробега организованного Клубом New York Road Runners в 1958 году. Первыми лауреатами были Тед Корбитт, бывший член олимпийской сборной США, победитель вышеупомянутого пробега (3:04.13) и один из основателей Road Runners Club of America, и Сандра Кидди, которая оставила ультра карьеру в возрасте 42 лет с мировым рекордом на 50 километров (3:36.56), и установила несколько рекордов США и мира на сверхмарафонских дистанциях.
В США в мае 2016 года на этапе серии сверхдальних забегов на 100 миль «Without limits», проведенном в Гринвилле (Южная Калифорния), зарегистрирован рекорд бега в противогазе[значимость факта?]. 37-летний Августо Пиньейро пробежал 100 миль не снимая противогаз за 37 часов 5 минут. Забеги в противогазах проводились и ранее, но это первый зарегистрированный рекорд при беге на сверхдлинную дистанцию.

### Южная Америка
Джунгли Ультра — многодневный этапный пробег через тропические леса Амазонки в Перу. Дистанция 230 км, самый длинный этап — 90 км после 4-го дня. Участники бегут на полном самообеспечении (воду, пищу, гамаки и аптечки первой помощи несут с собой). Существует также пробег по пустыне Атакама, ещё один многодневный этапный пробег на 260 км.

## Соревнования

### Чемпионаты

#### Чемпионаты мира
Международная ассоциация сверхмарафонцев (ИАЮ) проводит чемпионаты мира на четырёх дистанциях сверхмарафона: 50 км, 100 км, 24 часа и по ультратрейлу. Эти мероприятия санкционированы ИААФ — мировым руководящим органом в лёгкой атлетике.

##### 50 км
4 декабря 2015 года состоялся первый официальный чемпионат мира по бегу на 50 км в столице Катара Дохе. Чемпионат 2017 года был отменён.
Следующий предварительно запланирован на 28 мая 2023 года в Порт-Элизабет (ЮАР).

##### 100 км
Чемпионат мира по бегу на 100 км (англ. IAU 100K World Championships) проводится ежегодно с 1987 года. С 2010 года соревнования проводятся под патронажем ИААФ и имеют официальное наименование «IAU 100 km World Championship under the patronage of the IAAF». До 2012 проходили ежегодно. В 2013, после двух переносов, был впервые отменён. Объявленный на 2014 чемпионат в Даугавпилсе сперва изменил дату, затем тоже был отменён. В конце концов, чемпионат-2014 состоялся 21 ноября в столице Катара Дохе. Чемпионат-2022 прошёл 27 августа в пригороде Берлина Бернау.

##### Суточный бег
Первый международный чемпионат состоялся 3/4 февраля 1990 года в Милтон-Кинс, Англия. С 2003 года ИАЮ организовывала ежегодные всемирные соревнования, называемые 24-часовые Уорлд Челлендж (24h World Challenge). Позднее они получили официальное признание и сейчас называются «IAU 24H World Championship».
С 2015 года планировалось проводить чемпионаты мира по суточному бегу один раз в два года. Чемпионат 2021 года был сперва перенесён из Тимишоары в Бухарест, а затем отменён. Чемпионат 2023 года предварительно запланирован на
2/3 декабря в Тайбэе (Тайвань) Тайбэй.

##### Трейл
С 2007 года проводятся чемпионаты мира по трейлу.

#### Чемпионаты Европы
С 1992 года проводятся чемпионаты Европы по суточному бегу и по бегу на 100 км. Первый чемпионат Европы ИАЮ по бегу на 50 км запланирован на 8 октября 2022 года в Сотильо-де-ла-Адрада (Авила, Испания).

#### Чемпионаты Азии и Океании
Чемпионат Азии по суточному бегу проводится с 2002 года. Первый чемпионат Азии и Океании по бегу на 100 км ИАЮ провела 27 марта 2010 года. Очередной чемпионат Азии и Океании по суточному бегу прошёл 2/3 июля в Индийском Бангалоре. Следующий предварительно запланирован на 6/7 апреля 2024 года в Канберре (Австралия).

### Кубки
В 1990 году основан Кубок Европы по суточному бегу (зачёт по двум лучшим результатам). Межконтинентальный Кубок по бегу на 100 км проходил тогда же. В зачёт шли лучший результат (до 500 очков) и два лучших места (до 250 очков за каждое).

## Мировые (национальные) чемпионы и рекордсмены
- Ирина Реутович, рекордсменка мира по бегу на сверхдлинные дистанции
- Леонид Швецов, действующий рекорд The Comrades
- Томоэ Абэ[англ.], рекордсменка мира на 100 км (6:33.11)
- «Шупраба» Бэкйорд, рекорд на 3100 миль
- Эдит Берцеш, экс-рекордсменка мира на 24 часа по стадиону, несколько рекордов Венгрии.
- Тед Корбитт[англ.], «отец американского сверхмарафона»; член олимпийской команды США (1952), бывший рекордсмен мира на разных дистанциях
- Брюс Фордайс[англ.], девятикратный победитель The Comrades; бывший рекорд Африки на 100 км (6:25.07).
- Серж Жирар[англ.], рекордсмен транс-США[англ.] (4597 км — 1997), транс-Южной Америки (5235 км — 2001), транс-Африки (8295 км — 2003/2004) и транс-Евразии (19 097 км — 2005/2006)
- Уолли Хейворд[англ.], неоднократный победитель The Comrades, Лондон-Брайтон[англ.], многих других сверхмарафонов, несколько мировых рекордов прошлого.
- Александр Сорокин, чемпион мира в суточном беге, обладатель рекордов мира на дистанциях от 6[нем.] до 24 часов.